# بوریس استنین
بوریس استنین (روسی: Борис Андрианович Стенин؛ ۱۷ ژانویه ۱۹۳۵ – ۱۸ ژانویه ۲۰۰۱) ورزشکار اسکیت سرعت اهل اتحاد جماهیر شوروی سوسیالیستی بود.
وی همچنین برندهٔ جوایزی همچون نشان پرچم سرخ کار شده‌است.
وی در مسابقات کشوری و بین‌المللی در مجموع برندهٔ ۱ مدال طلا، ۱ مدال نقره، ۲ مدال برنز شده‌است.